# Salut mental de Jesús
La qüestió de si el Jesús històric era mentalment sa ha estat estudiada per diversos psicòlegs, filòsofs, historiadors i escriptors. El primer a qüestionar de manera extensiva i detallada el seny de Jesús va ser el psicòleg francès Charles Binet-Sanglé, cap de metges de París i autor dels quatre volums de La Folie de Jésus. Aquest punt de vista troba tant partidaris com opositors.

## Opinions que desafien el seny de Jesús
S'ha suggerit pels psiquiatres Oskar Panizza, Georg Lomer, William Hirsch, William Sargant, Anthony Storr, i altres que Jesús va tenir un trastorn mental o psiquiàtric. Això va ser reafirmat, entre d'altres, per l'Església d'Anglaterra, basant-se en el fet que l'Evangeli de Marc diu sobre Jesús que «Quan els seus familiars sentiren dir el que passava, hi anaren per endur-se'l, perquè deien: Ha perdut el seny!».
El psicòleg Władysław Witwicki afirma que Jesús tenia dificultats per comunicar-se amb el món exterior i patia de trastorn de personalitat múltiple, que era esquizotímic o fins i tot esquizofrènic.
El neuròleg nord-americà Robert Sapolsky en el seu llibre El problema amb la testosterona: i altres assajos sobre la biologia del problema humà i en les seves conferències suggereix que Jesús tenia un trastorn de la personalitat esquizotípica.

## Opinions defensant el seny de Jesús
Les opinions i publicacions que qüestionaven el seny de Jesús, especialment les de Charles Binet-Sanglé i William Hirsch, van provocar reaccions polèmiques. Van ser discutits per primera vegada per Albert Schweitzer en la seva tesi doctoral titulada Die psychiatrische Beurteilung Jesu: Darstellung und Kritik (1913) i pel teòleg nord-americà Walter Bundy en el seu llibre de 1922 The Psychic Health of Jesus.
La defensa de la salut mental de Jesús es va dedicar a un editorial de la revista de jesuïtes italianes La Civiltà Cattolica, publicada el 5 de novembre de 1994. A la pregunta del títol «E se Gesù si fosse ingannato?» («I si Jesús fos enganyat?»), els editors van respondre negativament argumentant que Jesús no era un fanàtic o megalòman sinó una persona mentalment sana i molt realista. Per tant, no es va enganyar dient que era el messies i el Fill de Déu.
La salut mental de Jesús és defensada pels psiquiatres Olivier Quentin Hyder, Pablo Martínez i Andrew Sims al seu llibre Mad or God? Jesus: The Healthiest Mind of All. A més, apologistes cristians, com Josh McDowell i Lee Strobel, reprenen el tema de la defensa del seny de Jesús.